# Сечурі
Сечурі (рум. Seciuri) — село у повіті Прахова в Румунії. Входить до складу комуни Шотріле.
Село розташоване на відстані 93 км на північ від Бухареста, 40 км на північний захід від Плоєшті, 47 км на південь від Брашова.

## Населення
За даними перепису населення 2002 року у селі проживала 391 особа, усі — румуни. Усі жителі села рідною мовою назвали румунську.